# 蒙為亮
蒙為亮（英語：Mung Wai Leong，藝名：阿O、財子O，1985年5月8日—），曾就讀天主教伍華小學和天主教伍華中學，畢業於九龍利瑪竇書院（現地利亞修女紀念學校（協和二中））及香港大學新聞學，商業電台前節目主持、蘋果日報文化版前記者。現為香港電台第二台節目主持、文字工作者及婚禮和活動司儀。

## 簡介
蒙為亮於加國留學需要改上一個英文名，他用上一個從來未看過在CD上印著的「Opeaus」。可惜，他與外國人自我介紹時，別人卻多次聽不懂，於是改稱易記又簡單的「O」。
阿O因父母經歷及老師影響，早在中學時期已經開始學投資股票，立心將來必須學懂投資之道。近年以「財子O」撰寫財經專欄。80後的阿O深覺當社會和政府都不幫市民，惟有自己幫自己，憑一雙手投資創出新天地，曾設計「O Tee （Earlybird Tee）」。
阿O熱愛結他及運動。他曾在「有冇搞鬼錯2009」活動及電台節目中彈奏結他。2012年，他代表香港電台出戰「2012傳媒盃籃球賽」，代表香港電台太陽學堂出戰「太陽計劃2012踢出夢想畢業禮足球賽」。2014年2月，推出首張個人大碟「阿O去哪兒」。

## 電台節目
蒙為亮在廣播界工作已經超過十二年，2005年加入商業電台任職節目助理，一年後擢升為助理監製，負責節目包括《巴巴閉邊個夠我查篤撐》和《久久久但願人長久》，及後主持《OT任務王》。2008年轉往香港電台，主持節目外還參與電視部節目拍攝工作。

### 現主持節目

#### 香港電台第二台
- 《晨光第一線》

香港電台其中一個最長壽節目，節目內容包羅萬有，綜合新聞、娛樂、教育、財經、資訊，每朝六點至十點，為您營造輕鬆愉快的清晨。

### 曾主持節目

#### 香港電台第二台
《有冇搞錯》
逢星期一至五凌晨十二時至二時直播，與斌仔、Morle一同主持。節目以諷刺時事及分享世界趣聞為主，每晚會有不同的主題可供聽眾致電分享。星期一節目有其主理環節「財子O」。
《思潮作動》
逢星期一至五晚上八時至九時播出。阿O負責星期二晚，副題為《一口戲》，訪問電影工作者。
《【 sik 】【 si 】【 fung 】》 替更主持
《Call me Gaga》清談節目，每日下午3時至5時，阿O負責星期三及四，與何嘉麗一同主持。
《二台院線》
與另外兩位DJ阿攝、迪C為聽眾提供最新及最全面的電影資訊，以多元及深入角度欣賞電影

#### TeenPower
- 《80革命》主持（2012年4月16日至2012年12月31日）

#### 香港電台電視部
- 《潮潮Y世代》 （2010）
- 《贏得樂 玩得喜》 （2011）

#### 商業電台
- 《OT任務王》

#### 無線電視
- 《香港獨家》〈2009年7月12日，嘉賓主持〉

## 演出作品

### 電影
- 《愚公爬山》
- 《選老頂》飾 神爺的主診醫生
- 《拆彈專家》飾 隧道內被挾持人質之一
- 《怒火》飾 何SIR

### 香港電台電視部
- 《沒有牆的世界III （2012年9月9日，第七集：看得到的說話）》 飾 攝影師
- 《能量的轉移》 （教育電視，2011）
- 《香江傳奇》 （教育電視，2012）

### 亞洲電視
- 《感動由你開始》演繹
- 《微播天下 （炒賣風）》嘉賓

### now香港台
- 《Cooking 媽嫲 （第44集）》 嘉賓

### now觀星台
- 《Feel 純搞作 （第13集）》 嘉賓
- 《102觀星總部 （2013年7月17日）》 嘉賓

## 出版書刊
2009年起，與其他港台主持集體出版以下散文集，並參與同年度書展，出席新書簽名會。
- 梁榮忠、黃冠斌、姚婷芝、阿O、Morle  《愛的禮物》
- 梁榮忠、黃冠斌、姚婷芝、阿O、Morle  《愛的禮物 2》
- 梁榮忠、黃冠斌、姚婷芝、阿O、Morle  《Blog Blog 齋》
- 梁榮忠、黃冠斌、阿O、Morle、Eric、黃天頤、的神、超B、阿Lu、紫龍 《全民Blog Blog 齋》
- 梁榮忠、黃冠斌、阿O、Morle、Eric、黃天頤、的神、超B、阿Lu、紫龍、Bear 《潮文Blog Blog齋》
- 梁榮忠、黃冠斌、阿O、Morle、Eric、黃天頤、的神、超B、阿Lu、紫龍、Bear 《情人Blog Blog齋》

## 專欄
現為資本壹週、香港經濟日報、路訊通（RoadShow）網站之「博客巡行」及Yahoo! Screen 撰寫文字或視像專欄，分享投資心得。《潮潮Y世代》播出期間曾為節目主題「八十後談八十後」於都市日報撰寫文章。

## 外部連結
- 蒙阿O 新浪微博